# 후지에다시
후지에다시(일본어: 藤枝市)는 일본 시즈오카현 중부에 있는 도시이다.

## 지리
시즈오카현 중부의 시다평야에 위치하고, 북부는 산간부로 이루어져 있다. 도시로서의 후지에다는 다나카성을 중심으로 발전했지만 다나카성터는 후지에다역에서 먼 곳에 위치하여 야이즈시의 니시야이즈역에서 더 가깝다.

## 역사
아베강과 오이강 사이에 위치한다. 에도 시대에는 다나카번의 일부였고 이곳의 성은 슨푸의 동쪽 요새 일부를 형성했다. 마을은 또한 도카이도의 역참 마을인 후지에다주쿠로 발전하였다.
1889년 정촌제 시행으로 후지에다정이 성립하였고, 1889년 4월 16일에 도카이도 본선 후지에다역이 개업하였다. 1954년 3월 31일에 후지에다정은 이웃한 아오시마정 및 4개 촌과 합병해 후지에다시를 형성하였다. 1955년 2월 15일에는 세토야촌, 1957년 4월 1일에는 히로하타촌을 편입하였다. 2009년 1월 1일에 시다군 오카베정을 편입하였고 이 결과 시다군은 소멸되었다.

## 경제
후지에다는 주로 시즈오카 주변의 베드타운 역할을 한다. 지역 경제는 농업(차, 딸기, 쌀)과 식품 가공업이 중심이다.

## 교통

### 철도
- 도카이 여객철도 도카이도 본선

### 도로
- 국도 제1호선

## 인구
| 연도 | 인구    | ±%     |
| ---- | ------- | ------ |
| 1960 | 77,169  | —      |
| 1970 | 88,787  | +15.1% |
| 1980 | 114,882 | +29.4% |
| 1990 | 133,147 | +15.9% |
| 2000 | 141,643 | +6.4%  |
| 2010 | 142,183 | +0.4%  |